# Утхайтхани (провинция)
Утхайтхани (тайск. อุทัยธานี) — одна из 77-и провинций Таиланда. Провинция Утхайтхани не имеет прямого выхода к морю, граничит с провинциями Накхонсаван, Чайнат, Супханбури, Канчанабури, Так.

## Административное деление

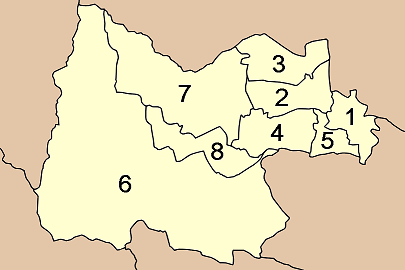
Административное деление провинции Утхайтхани

Провинция подразделяется на 8 районов (ампхе), которые, в свою очередь, состоят из 70 подрайонов (тамбон) и 642 поселений (мубан).
1. Mueang Uthai Thani
2. Thap Than
3. Sawang Arom
4. Nong Chang
5. Nong Khayang
6. Ban Rai
7. Lan Sak
8. Huai Khot

## Галерея

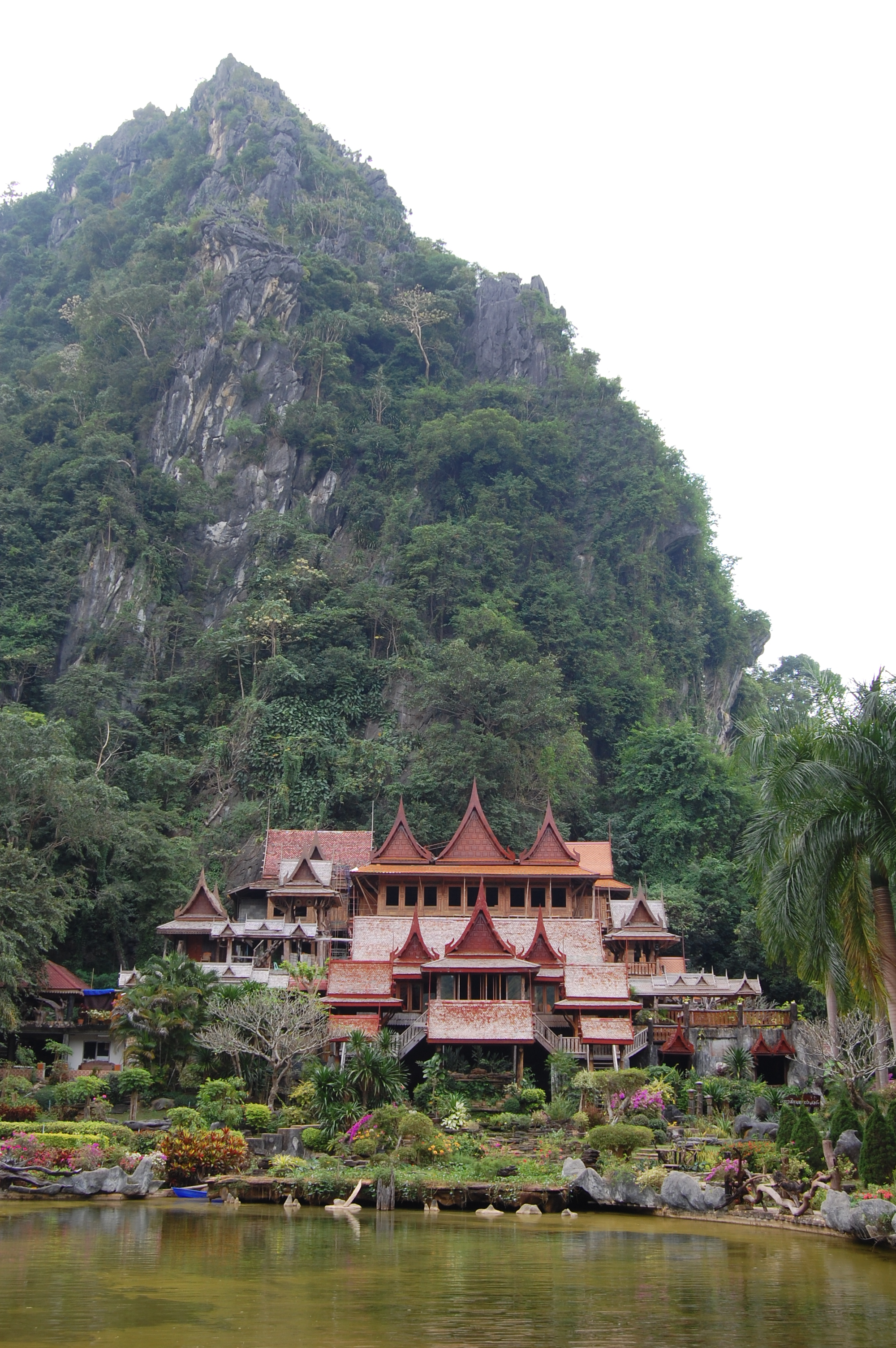
Ват Кхао Вонг